# Ectropis paracopa
Ectropis paracopa là một loài bướm đêm trong họ Geometridae.